# Узунбоят
Узунбоят (азерб. Uzunboyad) — село в Шабранском районе Азербайджана. 

## География
Расположено к северо-западу от районного центра города Шабран.

## История
По сведениям «Камерального описания Кубинской провинции», составленном в 1831 году коллежским регистратором Хотяновским, в деревне Баят Шабранского магала находившейся под управлением Фархад бека население состояло из шиитов ведших оседлый образ жизни и занимавшихся земледелием и шелководством. Кендхуда деревни являлся Мухаммед Аллахверди оглы.
Материалы посемейных списков на 1886 год сообщают о двух «татарских» (азербайджанских)-шиитских селениях — Боят-узун-кишлагъ и Боят-Синджанъ, Боятского сельского общества входивших в состав третьего Девичинского участка Кубинского уезда Бакинской губернии.

## Население
Согласно результатам Азербайджанской сельскохозяйственной переписи 1921 года Узун-Баят входило в Узунбоятское сельское общество Кубинского уезда Азербайджанской ССР. Преобладающая национальность — тюрки-азербайджанские (азербайджанцы) (359 жителей, 88 хозяйств, 201 мужчина и 158 женщин).